# Opperdoes
Opperdoes is een dorp in de gemeente Medemblik in de Nederlandse provincie Noord-Holland. Het dorp ligt vlak bij de stad Medemblik.
Tot 1 januari 1979 was Opperdoes een zelfstandige gemeente. In 1979 fuseerde de gemeente met de gemeenten Abbekerk, Midwoud, Sijbekarspel, Twisk en het dorp Hauwert (tot dan behorend tot de gemeente Nibbixwoud) tot de gemeente Noorder-Koggenland, die zelf per 1 januari 2007 met de gemeenten Medemblik en Wognum fuseerde tot de gemeente Medemblik.

## Geschiedenis
Opperdoes is een oud dorp. Het wordt al in de 11e eeuw vermeld als Those en Thosa, en in 1396 als Dosa. Thosa is een Oudnederlands woord, de latere naam is does, wat lichte turf en mosveen betekent. De toevoeging opper kwam pas later, deze naam verwijst naar de ligging (ergens boven). Mogelijk verwijst dit naar een tweede, in de middeleeuwen in de Zuiderzee verdronken kern die dan waarschijnlijk Nederdoes of Lagerdoes werd genoemd. Tegenwoordig liggen er alleen nog de buurtschappen 't Slot en 't Westeinde direct onder het dorp, aan de Dorpsweg die Opperdoes en Twisk met elkaar verbindt.
De toren van de kerk van Opperdoes dateert uit de 15e eeuw. In 1635 werd te Opperdoes een 'Zeevarende Beurs' opgericht, en in 1903 kreeg Opperdoes een eigen groenteveiling. In 1880 kende het dorp zo'n 800 inwoners. In 1984 was dat opgelopen naar 1583. Het dorp behoort al sinds zijn ontstaan tot het komdorptype, een dorp dat is ontstaan uit meerdere wegen, die bij en op elkaar aansluitend zijn.
Het dorp had een streng-calvinistische inslag en was daarmee, samen met Andijk, een van de uitzonderingen in de overwegend rooms-katholieke of niet-religieuze regio West-Friesland. In 2021 is Opperdoes voor zo’n driekwart onkerkelijk.
Het dorp geniet een zekere bekendheid door de lokale soort aardappel, Opperdoezer Ronde, die wordt geteeld op de zavelgronden rond het dorp en ook in de Wieringermeer op gronden die door opperdoezers gepacht zijn. Sinds 1996 geldt 'Opperdoezer Ronde' binnen de Europese Unie als beschermde oorsprongsbenaming (BOB).
Opperdoes wordt ook wel Klein-Giethoorn genoemd, omdat net als Giethoorn, een deel van de plaats bestaat uit bruggetjes over de waterwegen naar de huizen en boerderijen. Maar in plaats van punters zijn er schuiten en wordt het geheel niet zo sterk toeristisch uitgebuit. Er is wel een vakantiepark die het uitdraagt en de bijnaam als naam draagt.
Station Opperdoes, een treinstation uit 1887 aan de spoorlijn Hoorn-Medemblik, de latere Museumstoomtram Hoorn-Medemblik, is een toeristische attractie. Het werd voor de reguliere treindienst gesloten in 1941. Het stationsgebouw is een laag, langwerpig gebouw. Het was bij de opening niet het enige station van het dorp; aan het Oosteinde was de halte Opperdoes Oosteinde gevestigd, deze werd al binnen een jaar uit het dienstrooster geschrapt.

## Geboren in Opperdoes
- Pieter Wijdenes (1872-1972), Nederlands wiskundige
- Floris Goesinnen (1983), Nederlands wielrenner
- Klaas Meurs (1935-1977), Nederlands copiloot van vlucht KL4805, betrokken bij de vliegtuigramp van Tenerife
- Meindert Talma (1968), Nederlands zanger, muzikant en schrijver

## Afbeeldingen

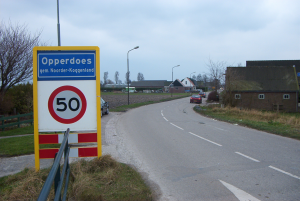
Entree van het dorp
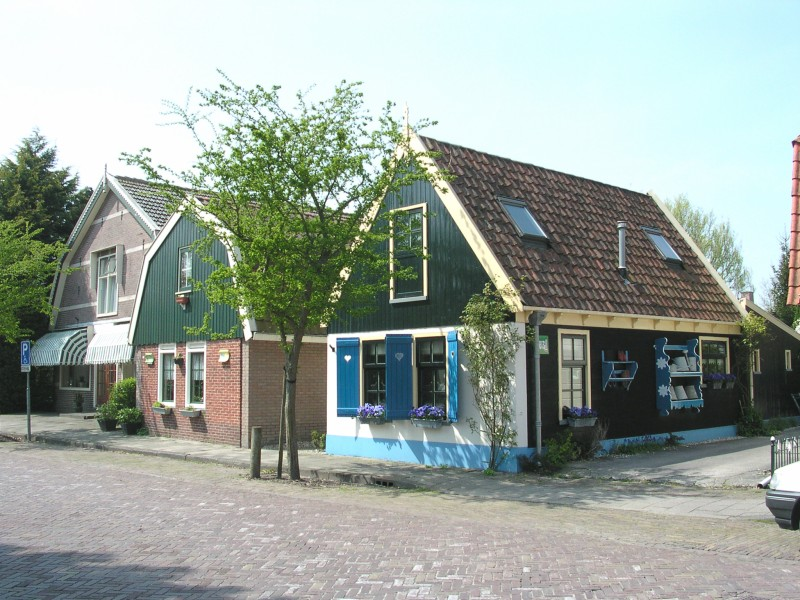
Oud huis in Opperdoes met melkrek
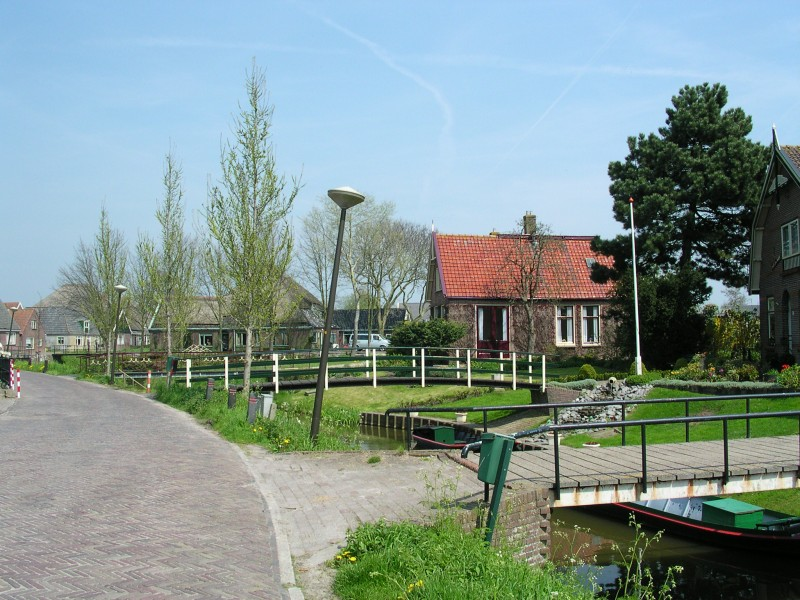
Typerend straatbeeld van Opperdoes
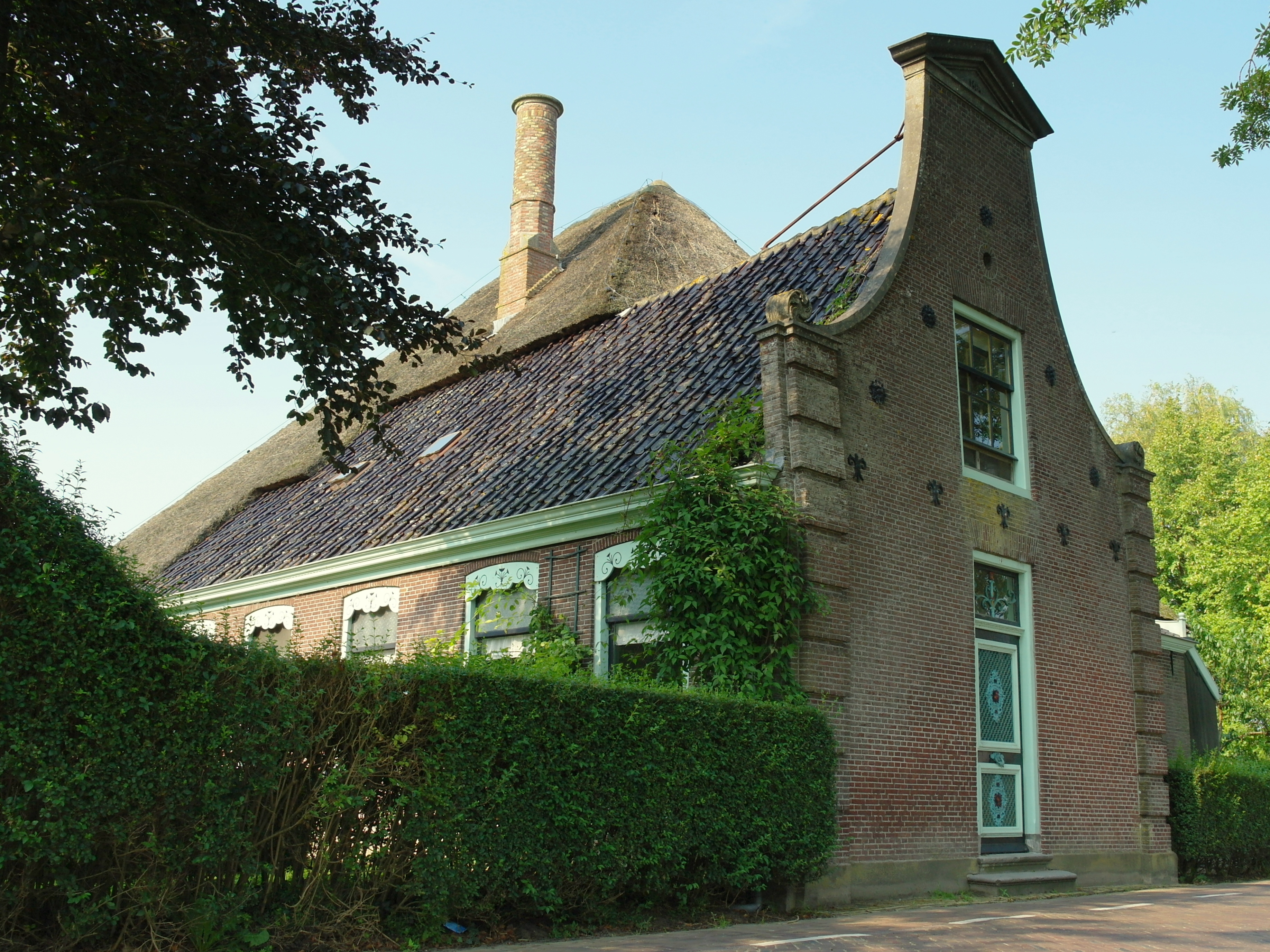
Rijksmonumentale stolpboerderij aan het Westeinde 4